# Dąbrowa (gmina w guberni siedleckiej)
Dąbrowa (lub Dombrowa, od 1870 Łaskarzew) – dawna gmina wiejska istniejąca do 1870 roku w guberni siedleckiej. Siedzibą władz gminy była Dąbrowa.
Za Królestwa Polskiego gmina Dąbrowa należała do powiatu garwolińskiego w guberni siedleckiej. 13 stycznia 1870 do gminy przyłączono pozbawiony praw miejskich Łaskarzew, po czym gminę przemianowano na Łaskarzew.